# محمود خدوج
محمود خدوج (مواليد 2 يناير 1987 في اللاذقية، سوريا) هو لاعب كرة قدم سوري. يلعب حالياً لصالح نادي الوحدة السوري .